# Кабычевский сельский совет
Кабычевский сельский совет (укр. Кабичівська сільська рада) — входит в состав Марковского района Луганской области Украины.
Административный центр сельского совета находится в с. Кабычевка.

## Населённые пункты совета
- с. Весёлое
- с. Кабычевка
- с. Липовое

## Адрес сельсовета
92422, Луганська обл., Марківський р-н, с. Кабичівка, пр. Поштовий, 1;  (укр.)